# Mary Bryant (téléfilm)
Pour plus de détails, voir Fiche technique et Distribution.
Mary Bryant ou L'Incroyable Voyage de Mary Bryant (The Incredible Journey of Mary Bryant) est un téléfilm australo-britannique en deux parties totalisant 408 minutes, réalisée par Peter Andrikidis et diffusé à partir du 30 octobre 2005 sur Network Ten. Il est inspiré de l'histoire véridique de Mary Broad - appelée également Mary Braund durant son procès aux assises d'Exeter - qui fit partie avec ses deux enfants et son mari, William Bryant - du premier groupe de bagnards à réussir à s'échapper de la colonie pénitentiaire d'Australie.

## Synopsis

### Première partie
Angleterre, 1786. Mary Broad, 21 ans, pauvre et affamée, vole pour survivre. Arrêtée pour un larcin mineur, Mary est expédiée avec des centaines de condamnés dans une prison en Australie. Le voyage dure 251 jours durant lequel Mary fait la connaissance de William Bryant, pêcheur et contrebandier, avec qui elle se marie. Captifs sous le soleil australien, ils rêvent d'un avenir meilleur. Pour y parvenir, ils envisagent de s'évader de leur prison. Aidée de son mari et de cinq autres condamnés, elle vole un petit bateau appartenant au redouté gouverneur Arthur Phillip. Ensemble, ils partent vers l'île Timor pour un voyage laborieux et dangereux de dix semaines.

### Seconde partie
Sur leur embarcation de fortune, Mary, Will et les autres évadés naviguent à leurs risques et péril jusqu'au Timor, abandonnant Sam aux mains du lieutenant Clark qui les traque sans relâche. Sur l’île où flotte le drapeau hollandais, ils se font passer pour des négociants naufragés et accèdent aux privilèges qui incombent à leurs hôtes en ce siècle des Lumières. Malgré cela, leur liberté naissante résonne comme une seconde captivité bâtie sur le mensonge et bercée par l’angoisse d’être repris. Leur répit est de courte durée car le lieutenant Clark les capture et tue le mari de Mary. De retour en Angleterre, Mary a tout perdu, y compris ses deux enfants morts durant la traversée éprouvante. Mais sa réputation de mère courage l’a précédée, faisant d’elle une martyre de la société. Condamnés à la potence par la Cour britannique, Mary, Martin et Walting sont finalement graciés par le roi George III.

## Distribution
- Romola Garai : Mary Byant
- Alex O'Loughlin : William « Will » Bryant
- Jack Davenport : Lt Ralph Clarke
- Sam Neill : gouverneur Arthur Phillip
- Tony Martin : Martin
- David Field (en) : Thomas
- Garry McDonald (en) : révérend Johnson
- Dan Spielman (en) : Cox
- Stephen Curry : Allen
- Abe Forsythe (en) : Sam